# Joseph Boussinesq
Joseph Valentin Boussinesq (Saint-André-de-Sangonis, 13 marzo 1842 – Parigi, 19 febbraio 1929) è stato un matematico francese.
Boussinesq studiò alla Università di Parigi 1867, divenne professore di Meccanica dei fluidi all'Università di Lille e École centrale de Lille dal 1872 al 1896. Dal 1896 al 1918 è professore di Meccanica dei fluidi all'Università di Parigi.
In ambito scientifico diede importanti contributi nell'ambito della fluidodinamica, tra cui lo studio del flusso di Boussinesq e l'introduzione del numero di Boussinesq.

## Opere
- Essai sur la théorie des eaux courantes; Université Lille Nord de France (1877)
- Application des potentiels à l'étude de l'équilibre et du mouvement des solides élastiques ; Université Lille Nord de France (1885)
- Cours d'analyse infinitésimale de l'Institut industriel du Nord, su Gallica. URL consultato il 20 febbraio 2021 (archiviato dall'url originale il 20 febbraio 2021). (École centrale de Lille) Université Lille Nord de France
- Leçons synthétiques de mécanique générale servant d'introduction au cours de mécanique physique, su gallica.bnf.fr.
- Cours d'analyse infinitésimale à l'usage des personnes qui étudient cette science en vue de ses applications mécaniques et physiques Tome 1, Fascicule 1 (Gauthier-Villars et fils, 1887-1890)
- Cours d'analyse infinitésimale à l'usage des personnes qui étudient cette science en vue de ses applications mécaniques et physiques Tome 1, Fascicule 2 (Gauthier-Villars et fils, 1887-1890)
- Cours d'analyse infinitésimale à l'usage des personnes qui étudient cette science en vue de ses applications mécaniques et physiques Tome 2, Fascicule 1 (Gauthier-Villars et fils, 1887-1890)
- Cours d'analyse infinitésimale à l'usage des personnes qui étudient cette science en vue de ses applications mécaniques et physiques Tome 2, Fascicule 2 (Gauthier-Villars et fils, 1887-1890)
- Théorie de l'écoulement tourbillonnant et tumultueux des liquides dans les lits rectilignes à grande section (1897)
- Théorie analytique de la chaleur Volume 1 (Gauthier-Villars, 1901-1903)
- Théorie analytique de la chaleur Volume 2 (Gauthier-Villars, 1901-1903)
- Leçons synthétiques de mécanique générale servant d'introduction au cours de mécanique physique de la Faculté des sciences de Paris  (Gauthier-Villars, 1889)
- Application des potentiels à l'étude de l'équilibre et du mouvement des solides élastiques (Gauthier-Villars, 1885)